# 小池礼三
小池礼三（日语：／ Koike Reizō，1915年12月12日—1998年8月3日），日本男子游泳运动员。他曾代表日本参加1932年和1936年夏季奥林匹克运动会游泳比赛，获得一枚银牌和一枚铜牌。第二次世界大战后，他成为一名教练。